# Активаційний аналіз
Активаційний аналіз — якісне і кількісне визначення складу речовини, яке базується на вимірюванні енергії випромінювання і періодів напіврозпаду радіоактивних ізотопів, які утворюються в речовині, що досліджується при опроміненні її нейтронами, протонами, альфа-частками, гамма-квантами та ін. Висока селективність і чутливість активаційного аналізу, простота операцій, експресність дозволяють широко застосовувати активаційний аналіз, для аналізу мінеральної сировини і продуктів її переробки. Велика проникна здатність первинного і вторинного випромінювань для нейтронного і гамма-активаційного аналізу дозволяє використовувати ці методи не тільки для контролю аналітичних проб, але також для непідготовлених проб і безперервного контролю в транспортних потоках. Перспективне також застосування активаційного аналізу в геохімії рідких і розсіяних елементів.
Активаційний аналіз — вид елементного аналізу, заснований на вимірюванні характеристичної радіації нуклідів, утворених прямо чи опосередковано при активації зразка. Залежно від типу частинок, якими бомбардують ядро (повільні або швидкі нейтрони, заряджені частинки чи фотони), для того щоб утворились індикаторні радіонуклеотиди, розрізняють 4 різні активаційні методи: активаційний аналіз з термічними нейтронами (thermal neutron activation analysis), активаційний аналіз зі швидкими нейтронами f(ast neutron activation analysis), активаційний аналіз із зарядженими частинками (charged particle activation analysis) і фотонний активаційний аналіз (photon activation analysis). Широко використовується у випадку слідового і ультраслідового елементного аналізу.
Абсолютний активаційний аналіз — вид активаційного аналізу, де концентрація елемента в матеріалі розраховується за даними ядерних сталих випромінення та вимірюваного параметра, а не шляхом порівняння з відомим стандартом.

## Приклад
АКТИВАЦІЙНИЙ АНАЛІЗ ВОД (рос. активационный анализ вод, англ. activation analysis of waters; нім. Aktivierungsanalyse for Wasser, Wasser-Aktivierungsanalyse) — базується на вивченні ядерних реакцій при опроміненні проби нейтронами або гамма-променями. В результаті утворюються ізотопи, які кількісно визна-чаються за їх активністю. Чутливість аналізу досягає {\displaystyle n\approx 10^{-3}} мкг/л.